# Веряжка (приток Веряжи)
Веря́жка (Большая Веря́жа) — река в России, протекает в Новгородском районе Новгородской области. Устье находится в 15 км по правому берегу реки Веряжа. Длина — 21 км, площадь водосборного бассейна — 77,4 км².

## Данные водного реестра
По данным государственного водного реестра России относится к Балтийскому бассейновому округу, водохозяйственный участок реки — бассейн озера Ильмень без рек Мста, Ловать, Пола и Шелонь, речной подбассейн реки Волхов. Относится к речному бассейну реки Нева (включая бассейны рек Онежского и Ладожского озера).
Код объекта в государственном водном реестре — 01040200512102000025171.